# 8 Pułk Artylerii Lekkiej (APW)
8 Pułk Artylerii Lekkiej (8 pal) – oddział artylerii lekkiej Polskich Sił Zbrojnych

## Formowanie i zmiany organizacyjne
Po raz drugi 8 pułk artylerii lekkiej został sformowany na przełomie października-listopada 1942 roku w Chanaquin. Pułk sformowano na potrzeby 5 Wileńskiej Dywizji Piechoty Armii Polskiej na Wschodzie. Wszedł w skład Artylerii Dywizyjnej 5 WDP pod dowodzonej przez płk. Michała Gałązkę, wraz z istniejącym 5 wileńskim pułkiem artylerii lekkiej i formowanym równocześnie 4 pułkiem artylerii lekkiej. Dowódcą pułku został ppłk dypl. Jan Giełgud-Axentowicz, zastępca dowódcy mjr Julian Królikiewicz. 8 pułk artylerii lekkiej był organizowany z kadry i nadwyżek osobowych 7 pal, w tym z I dywizjonu, baterii artylerii 22 i 23 pułków piechoty 7 DP i 200 szeregowych z 5 pal. Otrzymał broń i sprzęt bojowy, prowadził intensywne szkolenie. 
W wyniku kolejnej reorganizacji Armii Polskiej na Wschodzie, w tym 5 WDP z dniem 11 marca 1943 roku 8 pułk artylerii lekkiej został rozwiązany. Jego III dywizjon wcielony został do 4 pal, 174 żołnierzy przekazano do 5 pal, część uzupełniła 7 i 9 pal, natomiast organa kwatermistrzowskie i część łącznościowców i innych żołnierzy weszła w skład 1 pułku pomiarów artylerii.
Pułk składał się z trzech dwubateryjnych dywizjonów. Każda bateria była uzbrojona w cztery 25-funtowe armatohaubice (kalibru 87,6 mm) ciągnione o trakcji motorowej.

## Obsada dowódcza
Dowództwo pułku i dywizjonów
- Dowódca pułku - ppłk  dypl. Jan Gełgud-Axentowicz
- zastępca dowódcy pułku - mjr Julian Królikiewicz
- kwatermistrz pułku - kpt. Stanisław Babiński
- dowódca I dywizjonu - kpt. Edward Doliński
- dowódca II dywizjonu - kpt. Marian Lewandowski
- dowódca III dywizjonu - kpt. Antoni Chmielewski